# Atelopus mandingues
Atelopus mandingues és una espècie de granota de la família dels bufònids. Només es coneix de la seva localitat tipus al centre de Colòmbia, a la Reserva Biològica Carpanta, Cundinamarca, a una altitud d'entre 2.900 i 3.350 metres. Es tracta d'una espècie poc comuna.
Viu al bosc nebulós i al pàramo i no tolera la degradació de l'hàbitat. Es reprodueix en rierols de corrents fortes. La seva principal amenaça és la quitridiomicosi, que ha causat un gran impacte en les poblacions d'altres espècies del gènere.